# Fuentes yucatan
Fuentes yucatan is een spinnensoort in de taxonomische indeling van de springspinnen (Salticidae).
Het dier behoort tot het geslacht Fuentes. De wetenschappelijke naam van de soort werd voor het eerst geldig gepubliceerd in 2007 door Hipólito Ruiz López & Antonio D. Brescovit.